# Haplotaxodon microlepis
Haplotaxodon microlepis es una especie de peces de la familia Cichlidae en el orden de los Perciformes.

## Morfología
Los machos pueden llegar alcanzar los 26 cm de longitud total.

## Alimentación
Come zooplancton.

## Depredadores
Es depredado por Perissodus microlepis y Plecodus straeleni.

## Hábitat
Es una especie de clima tropical entre 23 °C-28 °C m de temperatura.

## Distribución geográfica
Se encuentra en África: lago Tanganika.